# Faber Grand Prix 2000
Il Faber Grand Prix 2000 è stato un torneo di tennis giocato sul sintetico indoor. È stata l'8ª edizione del torneo, che fa parte della categoria Tier II nell'ambito del WTA Tour 2000. Si è giocato a Hannover in Germania dal 14 al 20 febbraio 2000.

## Campionesse

### Singolare
Serena Williams ha battuto in finale  Denisa Chládková con il punteggio di 6–1, 6–1

### Doppio
Åsa Carlsson /  Nataša Zvereva hanno battuto in finale   Silvia Farina Elia /  Karina Habšudová con il punteggio di 6–3, 6–4